# ヘルマン・シュレーゲル
ヘルマン・シュレーゲル（Hermann Schlegel　1804年6月10日 - 1884年1月17日）は、ドイツの鳥類学者、動物学者。

## 人物
ライデン王立自然史博物館（Rijksmuseum van Natuurlijke Historie）の第二代館長を務めたことがある。
シーボルトらが日本で収集した脊椎動物を研究し、テミンク、デ・ハーンらと『Fauna Japonica 』（日本動物誌）を執筆した。日本産のカエルの一種シュレーゲルアオガエルにはその名が記念されている。なお、彼の実質的な研究活動はオランダのライデン自然史博物館時代になされたため、しばしば「オランダの学者」と言われることもある。
ちなみに日本では南方熊楠の「ロスマ論争」の相手としても知られる東洋学者のグスタフ・シュレーゲル（Gustaaf Schlegel 1840年 - 1903年）はヘルマンの息子で、オランダ生まれである。他に、ピアニストで作曲家のレアンダー・シュレーゲル（1844年 - 1913年）はグスタフの弟である。

## 生涯

### 少年時代からウィーン時代
シュレーゲルはドイツのライプツィヒの45kmほど南にあるテューリンゲン州アルテンブルクで、真鍮鋳造業の父ヨハン（Johann David Schlegel）と母ヨハンナ（Johanna Rosina Seiler）との間に生まれた。
彼の父は蝶類の収集家であったため、それが刺激となって彼もまた博物学に興味を抱くようになっていった。あるとき偶然にノスリ類の巣を見つけたことで鳥類の勉強を始めた彼は、同じドイツの鳥類学者であるC.ブレーム（Christian Ludwig Brehm　1787 - 1864）に出会う。この人は著名な動物学者アルフレート・ブレーム(1829 - 1884)の父にあたる人で、シュレーゲルは彼を通して多くの博物学者らと知り合う機会を得ることとなる。
やがてシュレーゲルは父の仕事を手伝うようになったが、それにはすぐに興味を失ってしまい、1822年、彼は生家を出てドレスデンに行く。彼はそこで見た自然史博物館の美しさに魅了されたという。ここで2年間を過ごした後の1824年、オーストリアのウィーンに行きレオポルト・フィッツィンガー（1802 - 1884）やヨハン・ヤーコプ・ヘッケル（Johann Jacob Heckel(1790 - 1857)）らの大学での講義の手伝いなどをしていたが、その後ブレームがヨーゼフ・ナッテラー（Joseph Natterer。ブラジル探険などで有名なナチュラリストのヨハン・ナッテラーの兄）に紹介状を書いてくれたため、ウィーン自然史博物館に就職することができた。

### ライデン自然史博物館への就職
ウィーン自然史博物館に就職して1年ほど経ったころ、館長であるカール・フランツ・フォン・シュライバースが、当時助手を探していたオランダのライデン王立自然史博物館館長のテミンク(1778 - 1858)にシュレーゲルを推薦してくれたことで、1825年にライデンに移りテミンクのもとで研究活動を行うこととなった。この当時のテミンクにはハインリッヒ・ボイエ（Heinrich Boie (1794 - 1827)）、ヨハン・ヤーコプ・カウプ（Johann Jakob Kaup(1803 - 1873)） 、ハインリッヒ・クール（Heinrich Kuhl(1797 - 1821)）といった博物学者も協力していた。このうちのボイエは、シーボルトが日本で収集して送った標本に基づいて、アカハライモリ、アオダイショウ、ヤマカガシ、ニホンマムシなど、多くの日本人にとってなじみ深い両生・爬虫類を1820年代に新種として記載した人である。
シュレーゲルがテミンクのもとに移った当初は主に爬虫類のコレクションに関する仕事をしていたが、彼の活動分野はすぐに他の動物群にも拡った。このことで、彼をジャワ島の博物研究コミッションに参加させることが計画されたが、1827年にテミンクの後継者となるはずだったボイエが、同コミッションによる標本収集旅行中にジャワ島で病気で亡くなってしまったため、シュレーゲルのジャワ島行きの計画も実現せずに終わった。 
1828年11月29日付けで博物館の脊椎動物部門の管理者（conserbator）となる。この年日本では、滞日任期を終えたシーボルト(1796 - 1866)が、海外持ち出し禁止の日本地図を持ち出そうとしたことが発覚して日本から国外追放された「シーボルト事件」が起こる。オランダに帰国したシーボルトとシュレーゲルが出会ったのはこの少し後のことである。シュレーゲルは20代前半、シーボルトは30代前半であった。二人は生涯強い友情に結ばれ、やがてシーボルトが日本で収集した動物をもとにした著名な『Fauna Japonica 』（日本動物誌:1834 - 1850）の執筆に加わることになる。分冊として出版しながら完結まで16年を費やしたこの大著の中で、シュレーゲルはテミンクと共に脊椎動物を担当し、多くの動物を新種として記載した。ちなみにテミンクは寛容な人物ではあったが、ことシュレーゲルには厳しくもあったようで、研究用の標本も十分には与えてくれなかったともいう。
1837年6月22日、コルネリア（Cornelia Buddingh）と結婚し、1840年9月30日には後に東洋学者となる息子グスタフ（Gusutaaf）が誕生する。

### 「日本動物誌」の図版

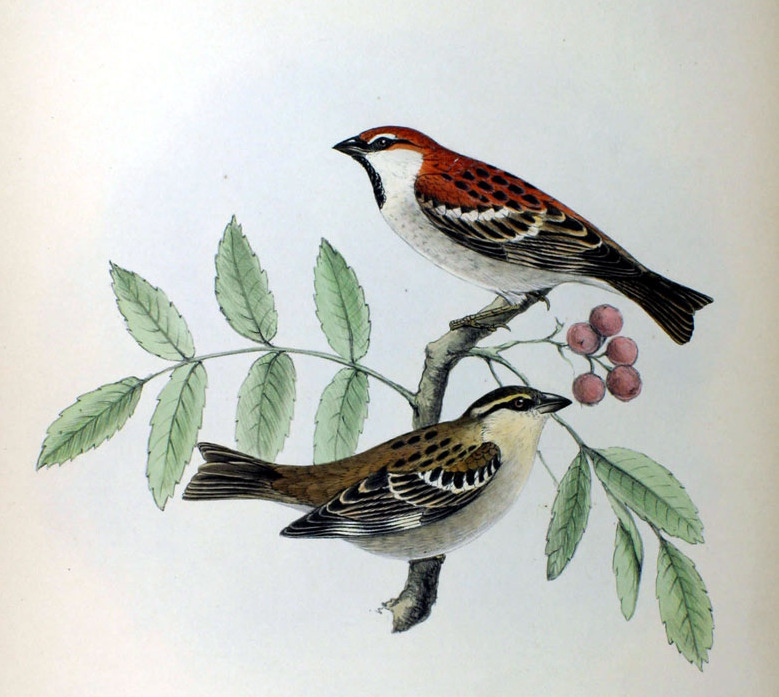
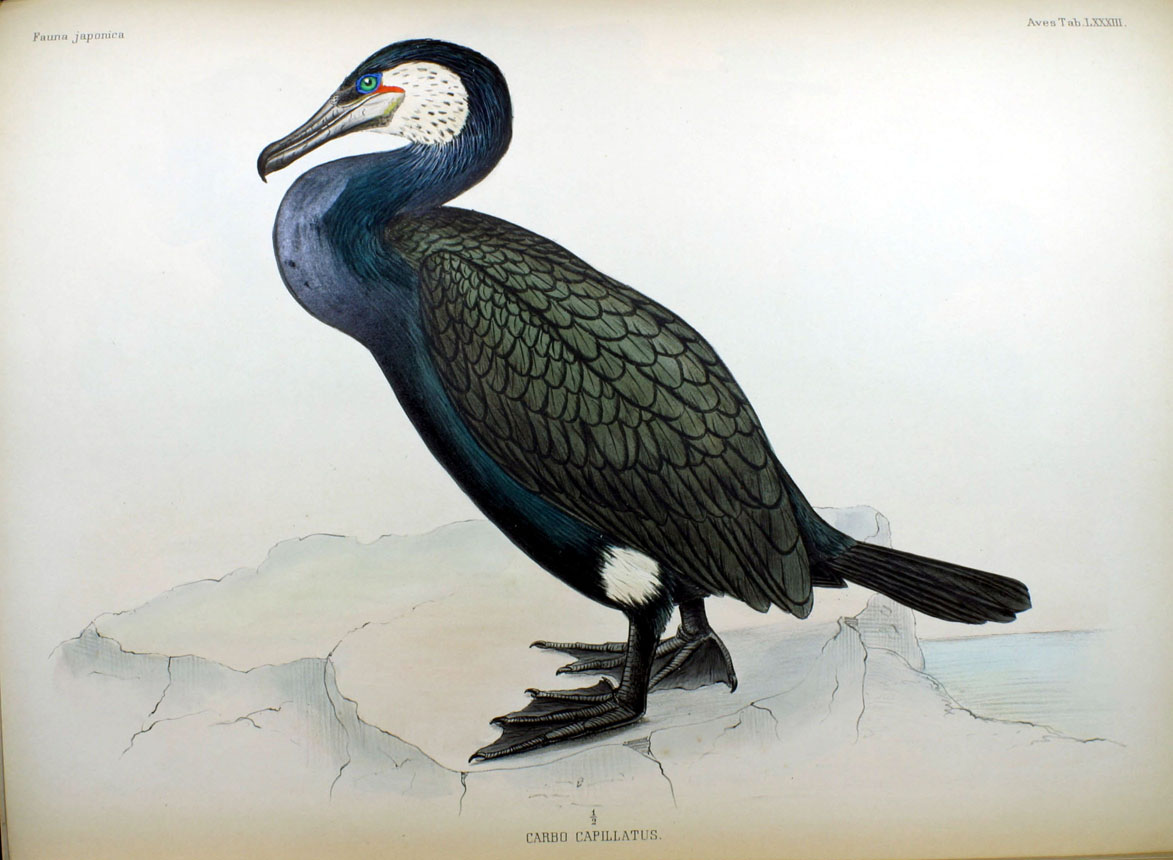
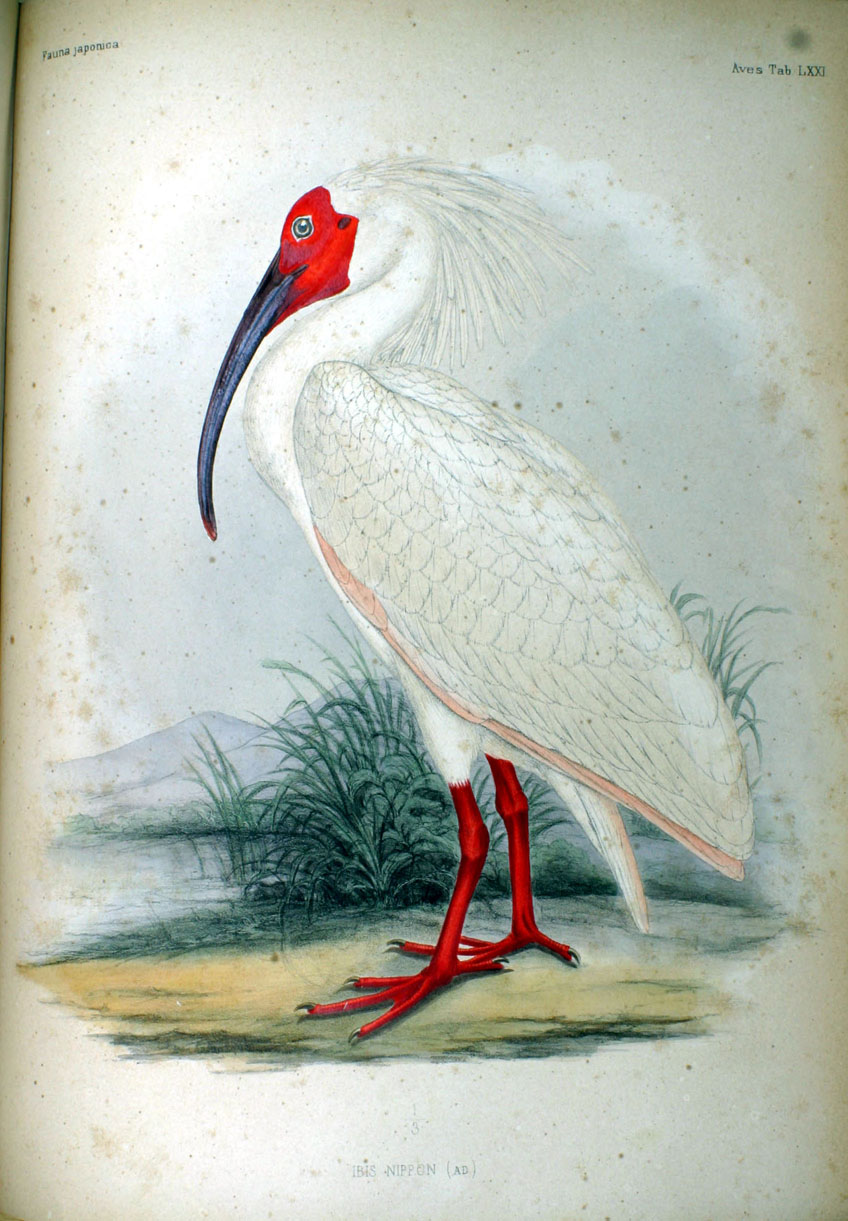
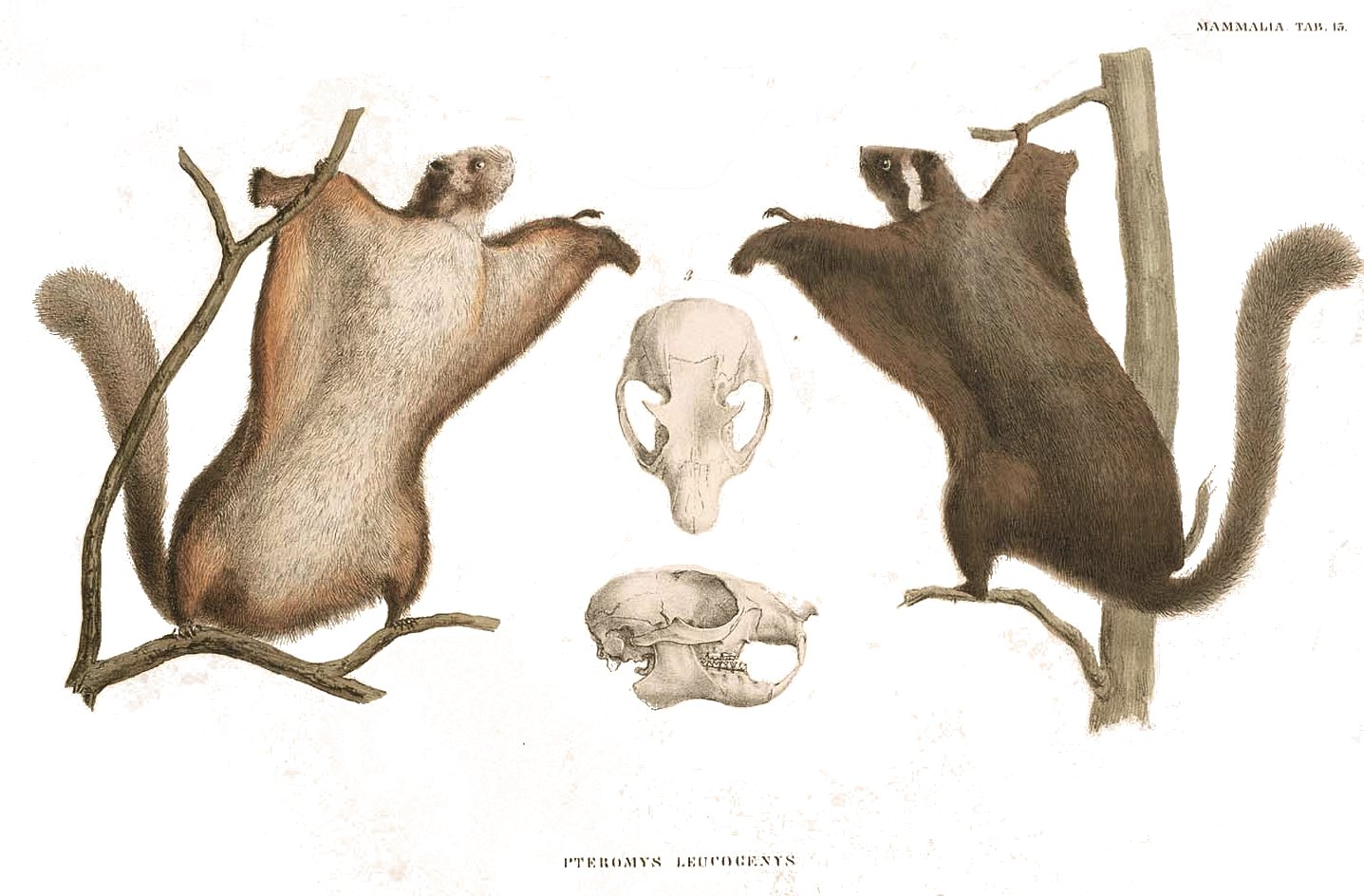

### 館長時代
1858年、シュレーゲルがその下で33年間仕事をしてきた初代館長のテミンクが亡くなると、彼はその後を継いでライデン自然史博物館第二代館長となった。彼は特に東南アジア方面に興味を持っており、この頃（1857年）に鳥類収集のため17歳の息子のグスタフを中国に送っている。しかし現地に赴いたグスタフは、英国の博物学者ロバート・スウィンホウが先んじてすでに収集活動を行っていたことを知る。また1859年にはやはり鳥類収集のためにハインリッヒ・ベルンシュタイン（Heinrich Agathon Bernstein(1828 - 1865)）をニューギニア島に送り、1865年にベルンシュタインが亡くなると、ヘルマン・フォン・ローゼンベルグ（Hermann von osenberg(1817-1888)）にその後を継がせた。また、オットー・フィンシュ(1839 - 1917)という若い助手を雇い入れた。『Notes from the Leyden Museum』という科学雑誌を創刊するとともに、『Musèum d'histoire naturelle des Pays-Bas』（1862-1880）という14巻に及ぶ大著も出版した。出版物の図を描かせるためにヨン・ゲラルド・キューレマンス（John Gerrard Keulemans :1842-1912）、ジョセフ・スミット（Joseph Smit: 1836-1929）、ヨーゼフ・ヴォルフ（Joseph Wolf: 1820-1899）という3人の有能な画工も雇っている。彼は画工に博物画を描かせる上での留意点を「博物画10か条」として残しているが、それは今日でも生物画作成において有効なものであるとも言われ、正確精緻な博物画作成への彼の厳しい姿勢がわかる。
このように旺盛な活動を続けた彼であったが、晩年には困難もあった。60歳となる1864年には、妻に先立たれるとともに助手のフィンシュもブレーメンの自然史博物館に移って行った。それは彼を長年支えてきた協力者を私生活と仕事の両面で失うことを意味した。それでも1869年にはA.C.P.Pfeifferという女性と再婚もし、引き続き『Natuurlijke Historie van Nederland （オランダの自然史）』ほかの著作物も出版するなど彼の活動に衰えは見えていない。しかし、いよいよ勢いを増してきた大英博物館の大規模な収集活動の陰で、彼が長年心血を注いできた博物館のコレクションは徐々にその輝きを失い始めていたのであった。
1884年、シュレーゲルはライデンで79歳で没した。

## 主な著作
- 1834-1850 Fauna Japonica.
- 1837-1844 Abbildungen neuer oder unvollstandig bekannter Amphibien: nach der Natur oder dem Leben entworfen.
- 1854 De zoogdieren geschetst.
- 1854-1858 De vogels van Nederland. 3vols.
- 1857-1858 Handleiding tot de beoefening der dierkunde. 2vols.
- 1860-1862 De dieren van Nederland. Gewervelde dieren.
- 1862-1876 Revue méthodique et critique des collections déposées dans cet établissement.7 Vols.
- 1863-1872 De Dierentuin van het Koninklijk Zoologisch Genootschap Natura Artis Magistra te Amsterdam zoölogisch geschetst.
- 1868 Natuurlijke historie van Nederland. De vogels.
- 1870 Natuurlijke Historie van Nederland. De kruipende dieren.
- 1870 Natuurlijke Historie van Nederland. De zoogdieren.
- 1870 Natuurlijke Historie van Nederland. De Visschen.
- 1872 De dierentuin van het Koninklijk Zoölogisch Genootszchap Natura Artis Magistra te Amsterdam. De vogels. De zoogdieren. De kruipende dieren. Met historische herinneringen van P.H. Witkamp.

## 献名
シュレーゲルは以下の動物の新種記載に際して献名を受けている。
- ハナウミシダ（ウミシダの一種）Comanthina schlegelii (Carpenter, 1881)
- サカタザメ（エイ目・サカタザメ科の海水魚）Rhinobatos schlegelii Müller & Henle, 1841
- ヨウジウオ（トゲウオ目・ヨウジウオ科の海水魚）Syngnathus schlegeli Kaup, 1856
- スミツキアカタチ（スズキ目・アカタチ科の海水魚）Cepola schlegelii (Bleeker, 1854)
- クロダイ（スズキ目・タイ科の沿岸魚） Acanthopagrus schlegelii (Bleeker, 1854)
- シュレーゲルアオガエル（アオガエル科のカエルの一種）Rhacophorus schlegelii (Günther, 1858)
- ロイヤルペンギン（ペンギンの一種）Eudyptes schlegeli Fincsch, 1876（鳥綱コウノトリ目ペンギン科）

ほか多数